# Dirección Federal de Seguridad

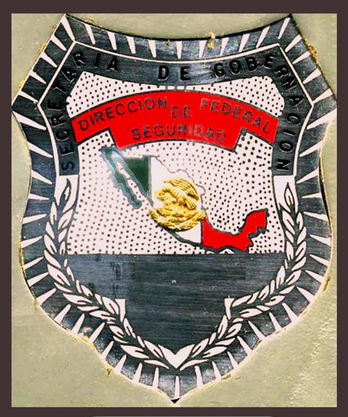
Essa imagem representa o brasão da Dirección Federal de Seguridad.

Dirección Federal de Seguridad (Direção Federal de Segurança, DFS) foi uma agência de inteligência e polícia secreta mexicana. Criada em 1947, no inicio da Guerra Fria, sob o governo do presidente mexicano Miguel Alemán Valdés, com o auxílio de agências de inteligência dos Estados Unidos (nomeadamente a CIA) no âmbito da Doutrina Truman para a Contenção Soviética,  com o dever de "preservar a estabilidade interna do México contra todas as formas de subversão e ameaças terroristas ”.  Foi fundida no Centro de Investigación y Seguridad Nacional (CISEN) em 1985.
Durante o período de 1968 ao final da década de 1970 (período denominado Guerra Suja Mexicana), a DFS foi acusada de detenções ilegais, tortura, assassinatos e desaparecimentos forçados. 
A agência teve grande sucesso em frustrar e dissuadir qualquer tentativa de organizações antigovernamentais ou pró-soviéticas de desestabilizar o país. No entanto, foi uma entidade governamental notoriamente controversa e foi dissolvida sob a presidência de Miguel de la Madrid pelas mãos de seu secretário do interior, Manuel Bartlett Díaz, em 1985. Múltiplos agentes eram suspeitos (e posteriormente confirmados) de terem ligações com organizações criminosas, que incluíam membros importantes como Miguel Nazar Haro e Arturo "El Negro" Durazo Moreno. Outros ex-agentes infames incluem Rafael Aguilar Guajardo, membro fundador do Cartel de Juárez, e Juan José Esparragoza Moreno, que se tornou um dos líderes do Cartel de Sinaloa, que em 2011 foi considerada a organização de narcotráfico mais poderosa do mundo.
Algumas dessas façanhas criminosas incluíram uma rede de roubo de automóveis EUA-México de um milhão de dólares,  colaborar no tráfico de drogas com o Cartel de Guadalajara (incluindo a proteção das infames plantações de maconha "Colonia Bufalo"),  treinar os Contras da Nicarágua em fazendas de narcotraficantes,  o assassinato do jornalista Manuel Buendia, por investigar laços entre a DFS, a CIA e traficantes de drogas,  e por ter algum grau de participação e consentir no sequestro e subsequente morte do agente da DEA Enrique Camarena Salazar. 